# LCEVC
Low Complexity Enhancement Video Coding (LCEVC) (česky kódování videa s nízkou složitostí) je formát kódování videa vyvinutý jako ISO/IEC standard skupinou Moving Picture Experts Group (MPEG) v rámci projektu MPEG-5 Part 2 LCEVC.

## Koncept
LCEVC definuje vrstvu vylepšení (anglicky enhancement layer), která v kombinaci se základním videem zakódovaným samostatným kodekem produkuje vylepšený videoproud. Zatímco základní vrstvu lze dekódovat hardwarovým dekodérem, vrstva vylepšení je určena pro softwarovou implementaci s nízkou spotřebou energie.[[[Wikipedie:Rozpor|rozpor]]] Vrstva vylepšení vylepšuje vlastnosti existujících kodeků, např. rozšiřuje komprimační funkčnost a snižuje složitost kódování a dekódování, což je vhodné pro živý streaming nebo plošné vysílání.
LCEVC využívá základní videokodek (např. AVC, HEVC, VP9, AV1, EVC nebo VVC) a využívá efektivní vylepšení s nízkou složitostí, které přidává až dvě vrstvy kódovaných reziduí, spolu s normativně signalizovanými metodami up-samplingu, které opravují artefakty vytvořené základním video kodekem, přidávají detaily a zlepšují ostrost výsledného videa.
LCEVC vylepšuje účinnost komprese jakéhokoli stávajícího nebo budoucího video kodeku a snižuje složitost kódování a dekódování.
LCEVC lze implementovat softwarovými aktualizacemi kodérů a dekodérů a bylo navrženo tak, aby využívalo dostupnou hardwarovou akceleraci zpracování grafiky.

## Dostupnost
LCEVC soubory mohou vytvářet licencovaní uživatelé V-NOVA P+ kodeku.

## Historie
V říjnu 2018 vydala skupina MPEG sadu požadavků na nový standard kódování videa a výzvu k předkládání návrhů na Low Complexity Enhancement Video Coding.
Na konferenci IBC 2019 byla předvedena předběžná implementace kódování a dekódování MPEG-5 Part 2 LCEVC.
V říjnu 2020 na 132. schůzi MPEG bylo LCEVC dovedeno do fáze Final Draft.
V dubnu 2021 MPEG Video uznala verifikační test LCEVC (Low Complexity Enhancement Video Coding) standardu (ISO/IEC 23094-2). Výsledky testů naznačovaly celkový přínos i při použití LCEVC pro zlepšení AVC, High Efficiency Video Coding, EVC a VVC.
V květnu 2021 byly vydány licenční podmínky (V-NOVA LCEVC Licensing Terms) pro Entertainment Video Services. Jde o vývojářský softwarový kit a širokou škálu referenčních integrací, které doplňují kódování a dekódování MPEG-5 Part 2 LCEVC (ISO/IEC 23094-2) do libovolného stávajícího pracovního postupu poskytování videa. V-NOVA LCEVC je implementace standardu MPEG-5 Part 2 LCEVC nezávislá na (ISO/IEC) kodeku schopná poskytnout vyšší kvalitu videa s bitovým tokem sníženým až o 40 %.
Podle zprávy Jana Ozera technologie LCEVC nazvaná LCEVC x264 Zpráva: Live Sports & eGames, ABR Ladder.
V lednu 2022 SBTVD Forum schválilo výběr technologie pro SBTVD 3.0, která zahrnuje příspěvky MPEG-5 LCEVC, V-NOVA & Harmonic.
V lednu 2022 ISO/IEC publikovaly sadu testů a postupů pro verifikaci, zda bitové proudy a dekodéry vyhovují normativním požadavkům uvedeným ve standardu MPEG-5 LCEVC Part 2, aby implementátoři LCEVC byli schopni testovat funkčnost a verifikovat, zda jejich implementace vyhovuje normě.
Autory standardu Low Complexity Enhancement Video Coding (LCEVC) standardu jsou Stefano Battista, Guido Meardi, Simone Ferrara, Lorenzo Ciccarelli, Massimo Conti a Simone Orcioni.

### Vývoj v letech 2018-2020
- Říjen 2018: volání pro Návrhy
- Březen 2019: vyhodnocení přijatých návrhů a první pracovní verze standardu
- Říjen 2019: uskutečněno hlasování o pracovní verzi výboru
- Duben 2020: uskutečněno hlasování o pracovní verzi mezinárodní standardu
- Říjen 2020: dokončení závěrečné verze standardu[21]
- Publikování standardu (IEC JTC 1 23094–2)[22]

## Software
- Red Pro Platforma [23]
- NETINT Technologies transkodéry pro MPEG-5 LCEVC [24]

## Hardware
Firma Xilinx začlenila podporu technologie LC EVC do své čipové sady.

## Broadcast
Brazilské SBTVD Forum hodlá používat MPEG-5 LCEVC ve svém budoucím systému televizního vysílání TV 3.0, který má být spuštěn v roce 2024. Pro plošné vysílání a přenos po internetu bude použita základní vrstva zakódovaná kodekem VVC (H.266).

## Licence
Pro softwarové přehrávače je licence zdarma, poplatky musí platit vysílací společnosti nebo tvůrci kodérů.